# Dunia, la novia eterna (película)
Dunia, la novia eterna (en alemán, Der Postmeister) es una película bélica alemana de 1940 dirigida por Gustav Ucicky. Filmada durante el Pacto Ribbentrop-Mólotov, describe a los rusos bajo una visión amable. Está basado en la historia corta El maestro de postas de 1831 de la serie de cuentos de Alexander Pushkin. Se hizo un remake en 1955 y existe una versión francesa Nostalgie (1938) con Harry Baur y dirigida por Victor Tourjansky.

## Sinopsis
La hija de un jefe de estación se enamora de un capitán de caballería. Le intenta convencer para que se escape con é a San Petersburgo, pero ella se da cuenta de que en realidad no tiene intención de casarse con ella.

## Reparto
- Heinrich George como Der Postmeister
- Hilde Krahl como Dunja
- Siegfried Breuer como Rittmeister Minskij
- Hans Holt como Fähnrich Mitja
- Ruth Hellberg como Elisawetha
- Margit Symo como Mascha
- Erik Frey como Sergej
- Alfred Neugebauer como Gutsbesitzer
- Franz Pfaudler como Knecht Pjotr
- Leo Peukert como Oberst
- Reinhold Häussermann como Schneider
- Auguste Pünkösdy como Wirobowa

## Premios y distinciones
Festival Internacional de Cine de Venecia
| Año  | Categoría                                     | Persona       | Resultado |
| ---- | --------------------------------------------- | ------------- | --------- |
| 1940 | Copa Mussolini - Mejor película Internacional | Gustav Ucicky | Ganador   |